# Deportivo Toluca

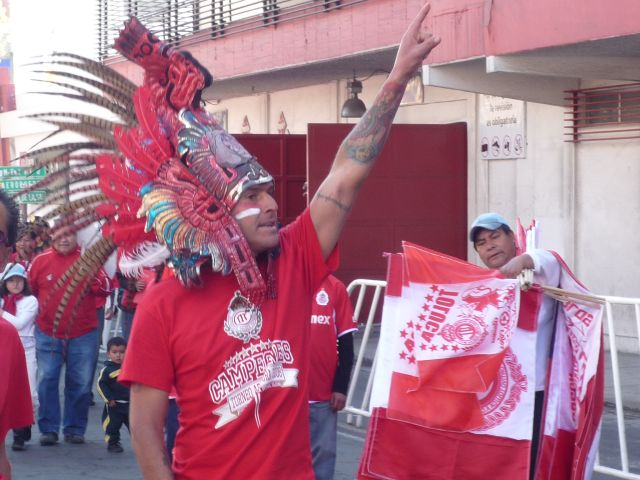
Fan mit Aztekenschmuck

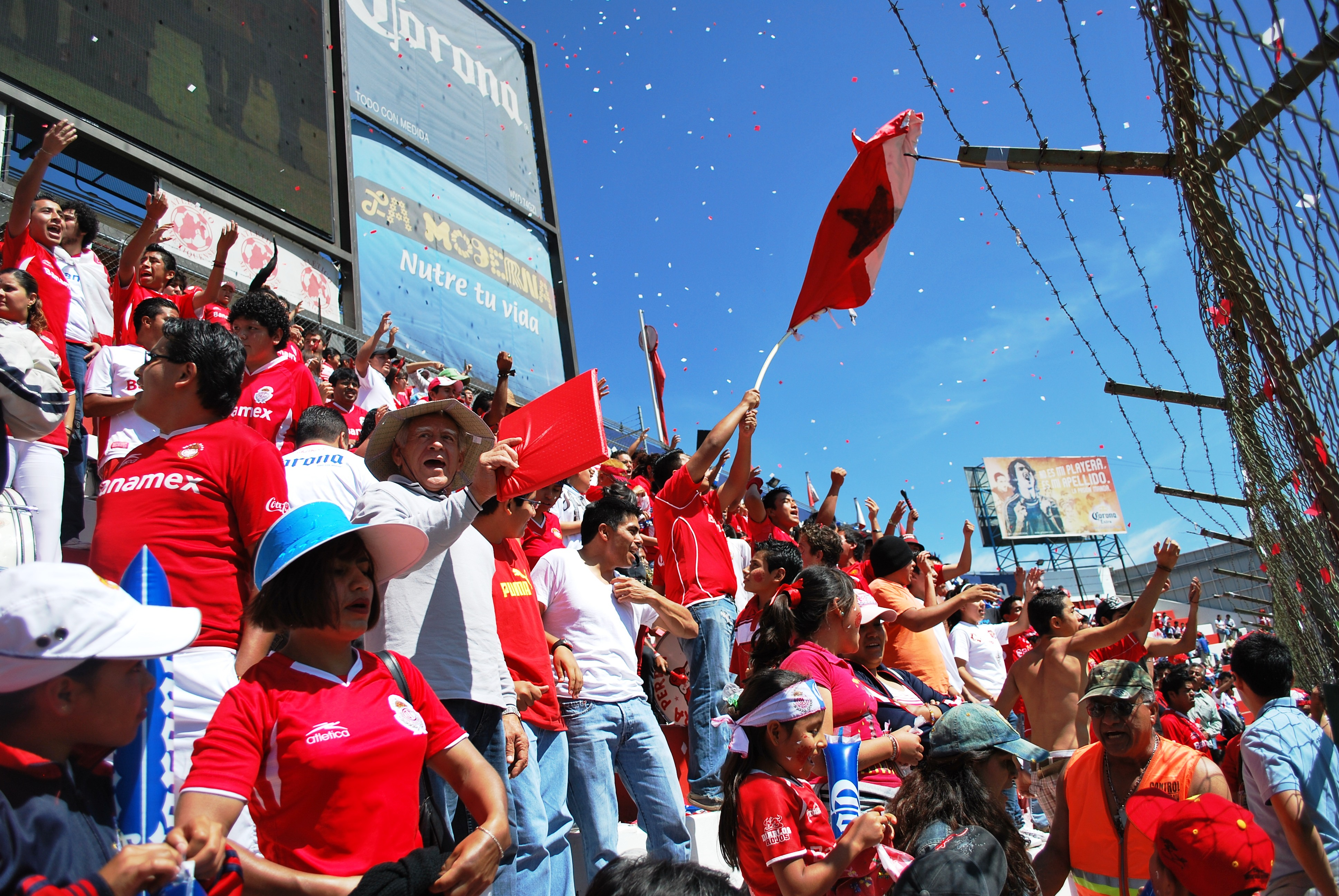
Fans des Deportivo Toluca FC

Der Deportivo Toluca Fútbol Club, S.A. de C.V. , auch Deportivo Toluca, Club Toluca oder nur kurz Toluca, ist ein mexikanischer Fußballverein. Der Klub hat seine Heimat in der Stadt Toluca, die Hauptstadt des Bundesstaates México ist und etwa 65 Kilometer westlich von Mexiko-Stadt liegt.
Der Spitzname „Diablos rojos“ (deutsch Rote Teufel) leitet sich von seiner roten Spielbekleidung ab. Ein weiterer Spitzname ist „Choriceros“ (nach der Paprika-Wurst „Chorizo“).

## Geschichte
Der Verein wurde am 12. Februar 1917 von verschiedenen Persönlichkeiten der Stadt Toluca gegründet und gehörte 1950 zu den Gründungsmitgliedern der Segunda División, der ersten landesweiten zweiten Liga. Am Saisonende 1952/53 schaffte der Verein den Aufstieg in die Primera División, aus der er seither nicht mehr wegzudenken ist. Nachdem Toluca in den Jahren 1957 und 1958 jeweils Vizemeister wurde, gewann der Verein unter der Trainingsleitung von Ignacio Trelles 1967 seinen ersten Meistertitel. Im folgenden Jahr konnte er diesen Titel nicht nur verteidigen, sondern gewann auch noch den CONCACAF Champions Cup.
Ein weiterer Meistertitel folgte 1975 unter der Leitung von Trainer Ricardo de Leon, dessen sehr defensiv eingestellte Mannschaft allerdings nicht zu begeistern verstand.
Die bisher erfolgreichste Epoche der Vereinsgeschichte waren die späten 1990er und frühen 2000er Jahre, die auch als „época dorada“ (goldene Epoche) bezeichnet werden. In diesen Jahren hatte die Mannschaft die Saison viermal (1998/99, 1999/00, 2001/02 und 2002/03) als Superlider, also punktbestes Team Mexikos, beendet und fünf Meisterschaften gewonnen. Hinzu kam ein weiterer Triumph im CONCACAF Champions Cup.
Der Grundstein für diese Erfolge wurde 1997 mit der Verpflichtung von Enrique „Ojitos“ Meza als Trainer gelegt, dessen Offensivfußball zu begeistern verstand. Unter seiner Regie gewann Toluca 1998, nach einer Durststrecke von mehr als 20 Jahren, endlich wieder einen Meistertitel – und wurde auch in den beiden folgenden Jahren noch zweimal Meister. Eine besonders beeindruckende Vorstellung bot die Mannschaft auf dem Weg zum Titelgewinn in der Rückrunde der Saison 1999/00. In den Play-offs fegte man zunächst Puebla mit 2:0 und 7:0 vom Platz, gewann im Halbfinale bei Chivas Guadalajara mit 4:1 und setzte sich im Finale mit 2:0 und 5:1 gegen Santos Laguna durch.
Weitere Meistertitel folgten mit den in dreijährigem Rhythmus gewonnenen Apertura-Turnieren der Jahre 2002, 2005 und 2008. Unmittelbar vor der Fußball-Weltmeisterschaft 2010 konnte der zehnte Titel gewonnen werden.

## Titel
- Mexikanischer Meister: 11
  - 1966/67, 1967/68, 1974/75, Verano 1998, Verano 1999, Verano 2000, Apertura 2002, Apertura 2005, Apertura 2008, Bicentenario 2010, Apertura 2025
- Mexikanischer Pokalsieger: 2
  - 1956, 1989
- CONCACAF Champions Cup: 2
  - 1968, 2003

## Historische Logos

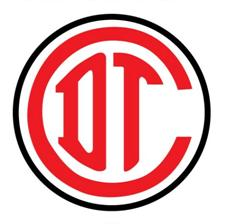
Erstes Logo (bis 1986)
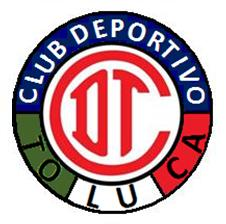
Zweites Logo (1974–1981)

## Prominente Fans
- Ninel Conde, Sängerin und Schauspielerin[3]
- Cecilia Galliano, Schauspielerin und Model[4]
- Christian Martinoli, Journalist[5]

## Aktueller Kader 2024/25
Stand: 21. Juli 2024
| Nr. |                    | Position | Name              |
| --- | ------------------ | -------- | ----------------- |
| 1   | Brasilien          | TW       | Tiago Volpi       |
| 22  | Mexiko             | TW       | Luis García       |
| 3   | Mexiko             | AB       | Fernando Piñuelas |
| 4   | Uruguay            | AB       | Bruno Méndez      |
| 6   | Uruguay            | AB       | Federico Pereira  |
| 8   | Mexiko             | AB       | Carlos Orrantía   |
| 13  | Brasilien          | AB       | Luan              |
| 17  | Mexiko             | AB       | Brian García      |
| 20  | Mexiko             | AB       | Jesús Gallardo    |
| 27  | Mexiko             | AB       | Emiliano Freyfeld |
| 28  | Vereinigte Staaten | AB       | Nico Carrera      |
|     | Paraguay           | AB       | Juan Escobar      |
| 10  | Mexiko             | MF       | Jesús Angulo      |

| Nr. |                    | Position | Name               |
| --- | ------------------ | -------- | ------------------ |
| 14  | Mexiko             | MF       | Marcel Ruiz        |
| 23  | Chile              | MF       | Claudio Baeza      |
| 24  | Vereinigte Staaten | MF       | Frankie Amaya      |
| 198 | Mexiko             | MF       | Víctor Arteaga     |
| 7   | Mexiko             | ST       | Juan Domínguez     |
| 11  | Uruguay            | ST       | Maximiliano Araújo |
| 16  | Chile              | ST       | Jean Meneses       |
| 19  | Mexiko             | ST       | Iván López         |
| 25  | Mexiko             | ST       | Alexis Vega        |
| 26  | Portugal           | ST       | Paulinho           |
| 31  | Paraguay           | ST       | Robert Morales     |
| 190 | Mexiko             | ST       | Isaías Violante    |
|     | Paraguay           | ST       | Braian Samudio     |

## Trainer
- José Pékerman (2007–2008)